# Бывший каторжник (фильм)
«Бывший каторжник» (англ. The Ex-Convict; другое название — «Экс-преступник», 1904) — американский немой короткометражный художественный фильм Эдвина Портера.

## Сюжет
Бывший заключенный выгнан с работы из-за своего тюремного прошлого. Он ищет другое место, но ему это не удается найти. Возвращаясь домой, он спасает девочку из богатых кварталов, которую чуть не задавили. Не сообщив своего имени полицейскому, главный герой исчезает в толпе. Дома его встречают голодная жена и больные дети. Он решается на отчаянный шаг и выходит на улицу просить милостыню.
Вечер. Идет снег. Бывший заключенный заглядывает в окна богатого дома и решается на воровство. Проникнув в дом, он нечаянно разбивает вазу. Шум привлекает хозяина дома, который направляет на вора револьвер. Хозяин собирается позвать полицию, но появляется его дочь и узнает в жулике человека, который сегодня утром спас ей жизнь. Появляется полиция, но отец мешает аресту. Он посылает подарки семье бывшего заключенного, и тот благодарит его за доброту.